# María del Carmen Cuesta Rodríguez
María del Carmen Cuesta Rodríguez, coneguda amb el sobrenom de La Peque (Madrid, 23 de desembre de 1922 - València,16 d'octubre de 2010), va ser una activista republicana represaliada pel franquisme. Militant de les Joventuts Socialistes Unificades (JSU), estava inclosa en l'expedient de Les Tretze Roses. Separada del cas per raons d'edat, fou condemnada a dotze anys de presó i al desterrament.

## Biografia
Nascuda a Madrid en el si d'una família benestant i progressista, el pare es deia Alfonso Cuesta Santamaría i la mare, natural de Sama, Luz Rodríguez Canga. Tenia una germana gran que es deia Angelita, i un germà. Essent encara una nena, en un viatge a Astúries amb la seva mare, va ser testimoni de la violenta repressió de les vagues dels minaires, fet que va influir en la seva futura presa de consciència política.
El 1936, encoratjada pel seu pare, va iniciar estudis de dibuix a l'antic Institut Reus de la Puerta del Sol, amb el prestigiós pintor i cartellista José Luis Bardasano Baos. Allà va conèixer la que seria la seva millor amiga, Virtudes González García, i el seu company Valentín Ollero Paredes. El juliol de 1937, en plena Guerra Civil, seguint l'exemple de l'amiga, es va afiliar a las Joventuts Socialistes Unificades, quan encara no havia complert quinze anys. Va rebre formació al Comitè Provincial de Madrid (Sector Oest) i va ser designada responsable de la secció Cometas, que tenia cura dels fills de famílies obreres, a les ordres d'Eugenio Mesón Gómez.
El 28 de març de 1939, la Segona República Espanyola havia perdut la guerra i les tropes franquistes ocupaven Madrid. Els falangistes van anar a casa de Maria del Carmen Cuesta amb l'ordre de detenir el seu pare, també militant del PCE, però no el van trobar i la van retenir a ella, fins que el pare es va entregar. Va ser afusellat el novembre de 1939.
Malgrat la ferotge repressió del nou règim, molts joves de la JSC no es resignaven a acceptar la derrota i es van reorganitzar a la clandestinitat, creant un moviment d'informació i resistència, i portant a terme tàctiques de guerrilla.
La captura del militant José Pena Brea el dia 11 de maig de 1939 i la seva posterior confessió sota tortura, va propiciar la detenció de gairebé tots els militants de les JSU, entre les quals hi havia Maria del Carmen Cuesta, la seva mare, la seva germana Angelita (exculpada una setmana més tard) i Virtudes González García. Traslladades a la Direcció General de la Policia Urbana del carrer Jorge Juan número 5 de Madrid, van ser vexades i sotmeses a duríssims interrogatoris, abans de ser internades a la Presó de dones de Ventas, allà va ser traslladada a la galeria de menors on va coincidir amb Victòria Muñoz, que dormia al seu costat, Anita López Gallego, Adelaida Abarca Izquierdo i Martina Barroso García.
El 29 de juliol de 1939, quatre guerrillers van atemptar contra el vehicle del comandant de la Guàrdia Civil Eugenio Isaac Gabaldón Irurzun, que viatjava amb la seva filla i el conductor, provocant la mort de tots tres. Aquest fet va desencadenar una gran represàlia contra els militants de les JSU. En consell de guerra urgent i sumaríssim es van sentenciar a mort cinquanta-sis persones, fins i tot algunes que, estant ja empresonades, no havien pogut tenir cap relació ni participació en l'atemptat.
La matinada del 5 d'agost de 1939 María del Carmen Cuesta, que per raons d'edat havia estat separada de la causa, va ser testimoni de la Saca de Victòria Muñoz, Anita López, Martina Barroso, la seva millor amiga Virtudes i la resta de companyes, que van ser afusellades juntament amb quaranta-tres homes, a les tàpies del cementiri de l'Almudena.
El gener de 1940 el seu expedient va ser incorporat a la causa 55.047 i, juntament amb Argimira Hompapdena, Anita Hidalgo i María del Carmen Vives, va ser condemnada a dotze anys i un dia de presó. Va iniciar un llarg periple per les presons espanyoles: les Oblates de Tarragona, la Presó de les Corts de Barcelona, Girona, Santander i Ocaña. El març de 1944 li va ser conmutada la pena de presó pel desterrament.
En recuperar la llibertat, va intentar refer la seva vida a València, amb la seva germana Angelita i la mare, que també havia estat empresonada. María del Carmen Cuesta es va casar i va tenir quatre filles. Mai va renunciar als seus ideals i va continuar militant al PCE a la clandestinitat.
Maria del Carmen Cuesta Rodríguez va morir a València, el 16 d'octubre de 2010, a l'edat de vuitanta-set anys.

## Memòria Històrica
El 1985 va ser entrevistada per Tomasa Cuevas per al llibre Carcel de mujeres (1939-1985).
El 2004 va col·laborar amb el periodista i escriptor Carlos Fonseca en la publicació de Trece Rosas Rojas, i amb Verónica Vigil i José Maria Almela en el documental Que mi nombre no se borre de la historia. El 2007 Emílio Martínez-Lázaro va obtenir quatre Premis Goya i catorze nominacions per la pel·lícula Las 13 Rosas, essent una d'elles per a la jove actriu Nadia de Santiago, que interpretava el personatge de Maria del Carmen Cuesta.
El desembre de 2007 es va presentar l'exposició itinerant i el llibre Presas de Franco, que visualitza l'experiència penitenciària femenina a les presons franquistes, i també diverses exposicions fotogràfiques en record de la Presó de las Ventas, desapareguda a finals de la dècada de 1960.
El 2010 Maria del Carmen Cuesta va ser un dels testimonis preferents de l'historiador Fernando Hernández Holgado per a la seva tesi doctoral La prisión militante. Las cárceles franquistas de mujeres de Barcelona y Madrid (1939-1945).